# Borstelneus
De borstelneus of antennemeerval of blauwe schildersmeerval (Ancistrus dolichopterus) is een vis uit het Amazonegebied, uit de familie harnasmeervallen (Loricariidae).

## Kenmerken
Dit dier heeft vlezige tentakels op de snuit. De mannetjes hebben grotere en dikkere stekels op de kop. Hij kan tot 13 centimeter lang worden. De borstelneus is een enigszins bizar gevormde vis met een afgeplatte buik. Deze platte buik verraadt de levenswijze van de antennemeerval zoals hij ook wel genoemd wordt. De naam borstelneus dankt de vis aan de borstel, een soort van uitstulping op de neus met allerlei antennes. Deze uitstulping heeft overigens alleen het mannetje. Een goed kenmerk om de dolichopterus te onderscheiden van andere Ancistri is de witte rand van de rugvin.

## Leefwijze
De vredelievende borstelneus eet microbiële fauna die zich schuilhoudt in algenlagen, hierdoor worden ze vaak aangeduid als algeneters. De hoeveelheid algen die ze eten is echter marginaal en dierlijke proteïnen als voeding zijn noodzakelijk. Overdag zitten ze meestal verscholen en worden pas tegen de avondschemering actief.

## Voortplanting
Ze zetten hun eieren af in een holletje of op stenen. Het mannetje neemt de zorg voor de eitjes helemaal zelf voor zijn rekening. Tijdens de broedperiode kan het mannetje wat agressief reageren.

## Verspreiding en leefgebied
De borstelneus leeft voornamelijk in het Amazonebekken. De vis wordt vooral in snelstromende wateren gevonden met een redelijk neutrale pH waarde en zacht water. Ze zijn te vinden op donkere plekken met veel schuilplaatsen.

## Taxonomie
Kner, 1854

Serienummer: 164347
'Borstelneus' is de naam van een aantal vogels in het geslacht Gymnobucco.